# Färs härad
Färs härad var ett härad i södra Skåne, i dåvarande Malmöhus län. Det motsvaras idag av delar av Hörby kommun, Sjöbo kommun, Tomelilla kommun och Lunds kommun. Häradets areal var 1928 613,83 kvadratkilometer varav 592,47 land. . Tingsplats var från 1720-talet i Sjöbo, och dessförinnan nämns Brandstad.
Häradets namn kommer av personnamnet Fär.

## Häradsvapen
Häradsvapnet fastställdes av Kunglig Majestät den 27 juli 1961. Blasonering: "I fält av guld en gående svart björn med tunga och klor röda, och ovanför denna en röd krona".

## Socknar
I nuvarande Lunds kommun
- Vomb

I nuvarande Tomelilla kommun
- Ramsåsa

I nuvarande Hörby kommun
- Långaröd
- Västerstad
- Östraby

I nuvarande Sjöbo kommun
- Björka
- Brandstad
- Fränninge
- Ilstorp
- Lövestad
- Röddinge
- Södra Åsum
- Sövde
- Tolånga
- Vanstad
- Vollsjö
- Öved
- Östra Kärrstorp

Från 1952 ingick även Blentarps och Everlövs socknar i Färs tingslag.

## Län, fögderier, tingslag, domsagor och tingsrätter
Häradet hörde mellan 1634 och 1996 till Malmöhus län. Ramsåsa socken överfördes 1952 till Kristianstads län. Från 1997 ingår området i Skåne län.  Församlingarna tillhör(de) Lunds stift
Häradets socknar hörde till följande fögderier:
- 1720-1917 Frosta och Färs fögderi
- 1818-1945 Sjöbo fögderi

- 1946-1990 Ystads fögderi för Sövde, Röddinge, Lövestads och Vanstads socknar samt till 1951 för Ramsåsa socken, från 1952 för Tolånga socken och från 1967 för Ilstorps, Björka, Frenninge, Brandstads, Vollsjö, Öveds, Östra Kärrstorps och Södra Åsums socknar
- 1946-1990 Lunds fögderi för Vombs socken
- 1952-1990 Simrishamns fögderi för Ramsåsa socken
- 1946-1966 Hörby fögderi för socknarna som kom att höra till Hörby kommun samt Ilstorps, Björka, Frenninge, Vollsjö, Brandstad; Öveds, Östra Kärrstorps och Södra Åsums socknar och till 1951 för Tolånga socken
- 1967-1990 Eslövs fögderi för socknarna som kom att höra till Hörby kommun

Häradets socknar tillhörde följande  tingslag, domsagor och tingsrätter:
- 1691-1966 Färs tingslag, dock från 1952 bara för socknarna som kom att ingå i Sjöbo kommun samt Östraby och Västerstads socknar, i
  - 1691-1876 Frosta och Färs häraders domsaga
  - 1877-1966 Färs domsaga
- 1952-1970 Torna och Bara domsagas tingslag i Torna och Bara domsaga för Vombs socken
- 1952-1970 Frosta och Eslövs domsagas tingslag i Frosta och Eslövs domsaga för Långaröds socken
- 1952-1970 Ingelstads och Järrestads domsagas tingslag i Ingelstads och Järrestads domsaga för Ramsåsa socken
- 1967-1970 Ystads domsagas tingslag i Ystads domsaga för socknarna som kom att ingå i Sjöbo kommun och Tomelilla kommun samt Östraby och Västerstads socknar

- 1971- Ystads tingsrätt bara för socknarna som kom i Sjöbo kommun och Tomelilla kommun samt till 1974 för Östraby och Västerstads socknar
- 1971/1974-2002 Eslövs tingsrätt för socknarna i Hörby kommun
- 1971- Lunds tingsrätt för Vombs socken samt från 2002 för socknarna i Hörby kommun
- 1971-2001 Ingelstads och Järrestads tingsrätt från 1975 benämnd Simrishamns tingsrätt för Ramsåsa socken
- 2001- Ystads tingsrätt för Ramsåsa socken